# Songs e melodies
Songs e melodies è un album della cantante Giovanna pubblicato dall'etichetta Kicco Music nel 1999.

## Tracce
1. Santa Lucia luntana (E. A. Mario)
2. Piscatore e pusilleco (E. Murolo, E. Tagliaferri)
3. Uocchie c'arraggiunate (R. Falvo, A. Falconi Fieni)
4. A vucchella (F. Paolo Tosti, G. D'Annunzio)
5. Serenata napulitana (M. Pasquale Costa, S. Di Giacomo)
6. L'ultima canzone (G. Nocetti)
7. Silenzio cantatore (G. Lama, L. Bovio)
8. Napule ca se ne va (E. Murolo, E. Tagliaferri)
9. Napule (E. Murolo, E. Tagliaferri)
10. A canzone 'e Napule (E. De Curtis, L. Bovio)
11. Palomma 'e notte (F. Buongiovanni, S. Di Giacomo)
12. Tu ca nun chiagne (E. De Curtis, L. Bovio)
13. O mio babbino caro (Giacomo Puccini, G. Forzano)
14. E lucevan le stelle (G. Puccini, G. Giacosa, L. Illica)
15. Una furtiva lagrima (Gaetano Donizetti, F. Romani)
16. Fantasia (N. Valente, L. Bovio)
17. Qui tollis (P. Mascagni)
18. Ave Maria (G. Nocetti)